# Renny Smith
Renny Piers Smith (Epsom, 3 oktober 1996) is een Engels-Oostenrijks voetballer die doorgaans als middenvelder speelt.

## Carrière
Renny Smith speelde in de jeugd van Chelsea FC, Arsenal FC en Burnley FC, wat hem in 2016 verhuurde aan het Zweedse GAIS Göteborg, waarmee hij in de Superettan speelde. In 2016 vertrok hij naar Vicenza Calcio, waar hij slechts twee wedstrijden in de Serie B speelde. Zodoende werd hij een half jaar verhuurd aan AC Mantova, waarna hij naar FC Südtirol vertrok.
Smith tekende op 5 juli 2018 een driejarige verbintenis bij FC Dordrecht. In de eerste duels van het nieuwe seizoen stond hij niet in de basis en moest hij het doen met enkele invalbeurten. Nadat hij zich in de basis had geknokt liep Savvas Mourgos een ernstige blessure op waardoor Smith een meer aanvallende rol kreeg en dat leverde dan ook zijn eerste treffer op, uit bij Roda JC zette hij de 2-2 eindstand op het scorebord. Ook tegen FC Den Bosch en Jong AZ was vervolgens hij trefzeker. In 2020 vertrok hij transfervrij naar WSG Swarovski Tirol.

## Statistieken
| Seizoen                        | Club                | Competitie     | Competitie | Competitie | Beker | Beker | Overig | Overig | Totaal | Totaal |
| Seizoen                        | Club                | Competitie     | Wed.       | Dlp.       | Wed.  | Dlp.  | Wed.   | Dlp.   | Wed.   | Dlp.   |
| ------------------------------ | ------------------- | -------------- | ---------- | ---------- | ----- | ----- | ------ | ------ | ------ | ------ |
| 2016                           | → GAIS Göteborg     | Superettan     | 10         | 0          | 0     | 0     | –      | –      | 10     | 0      |
| 2016/17                        | Vicenza Calcio      | Serie B        | 2          | 0          | 0     | 0     | –      | –      | 2      | 0      |
| 2016/17                        | → AC Mantova        | Lega Pro       | 13         | 1          | 0     | 0     | 0      | 0      | 13     | 1      |
| 2017/18                        | FC Südtirol         | Serie C        | 23         | 0          | 0     | 0     | 6      | 0      | 29     | 0      |
| 2018/19                        | FC Dordrecht        | Eerste divisie | 34         | 4          | 1     | 0     | –      | –      | 35     | 4      |
| 2019/20                        | FC Dordrecht        | Eerste divisie | 27         | 4          | 2     | 0     | –      | –      | 29     | 4      |
| 2020/21                        | WSG Swarovski Tirol | Bundesliga     | 7          | 0          | 1     | 0     | –      | –      | 8      | 0      |
| Carrièretotaal                 | Carrièretotaal      | Carrièretotaal | 116        | 9          | 4     | 0     | 6      | 0      | 126    | 9      |
| Bijgewerkt op 22 november 2020 |                     |                |            |            |       |       |        |        |        |        |